# Limnonectes

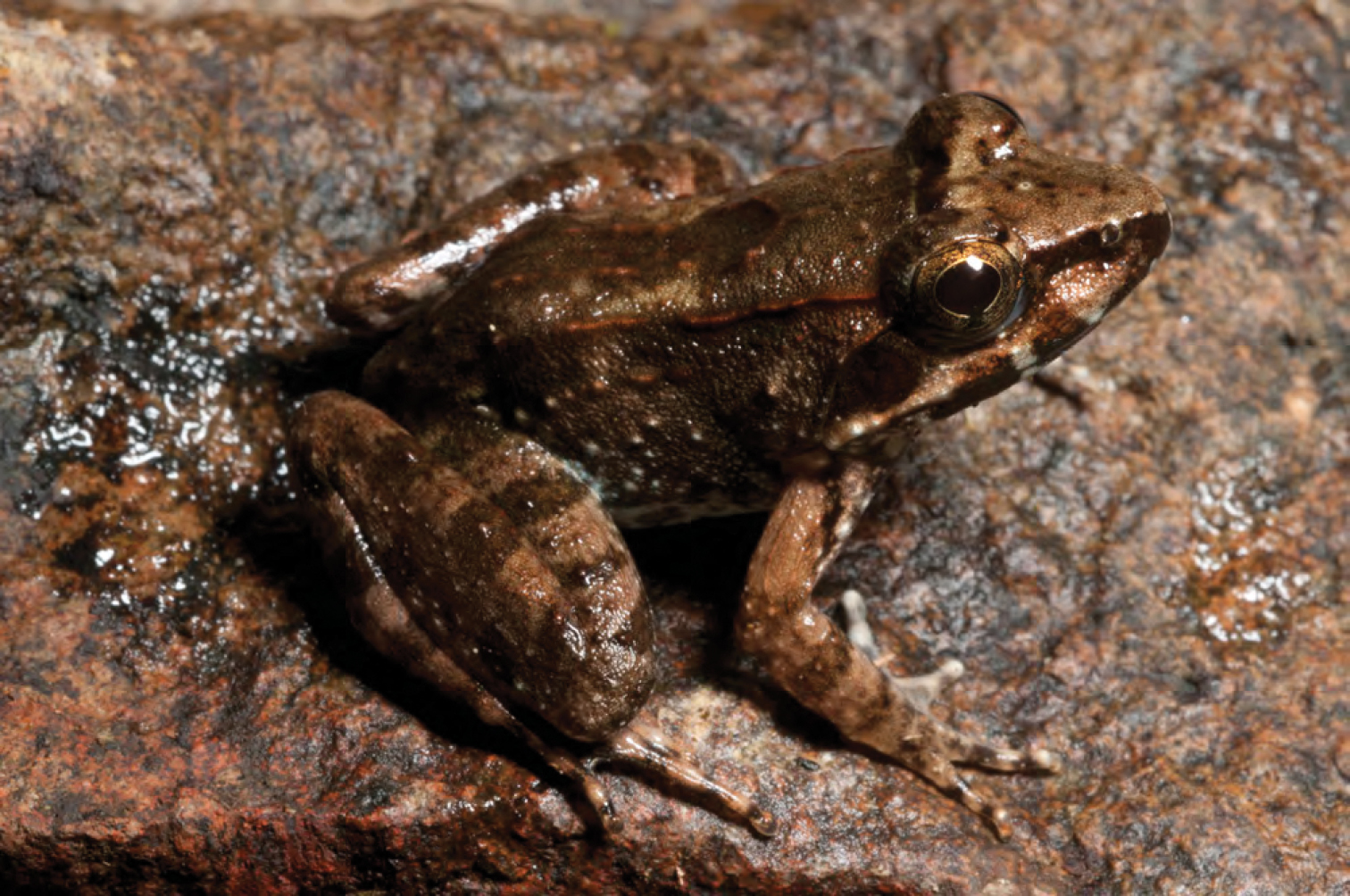
L. woodworthi

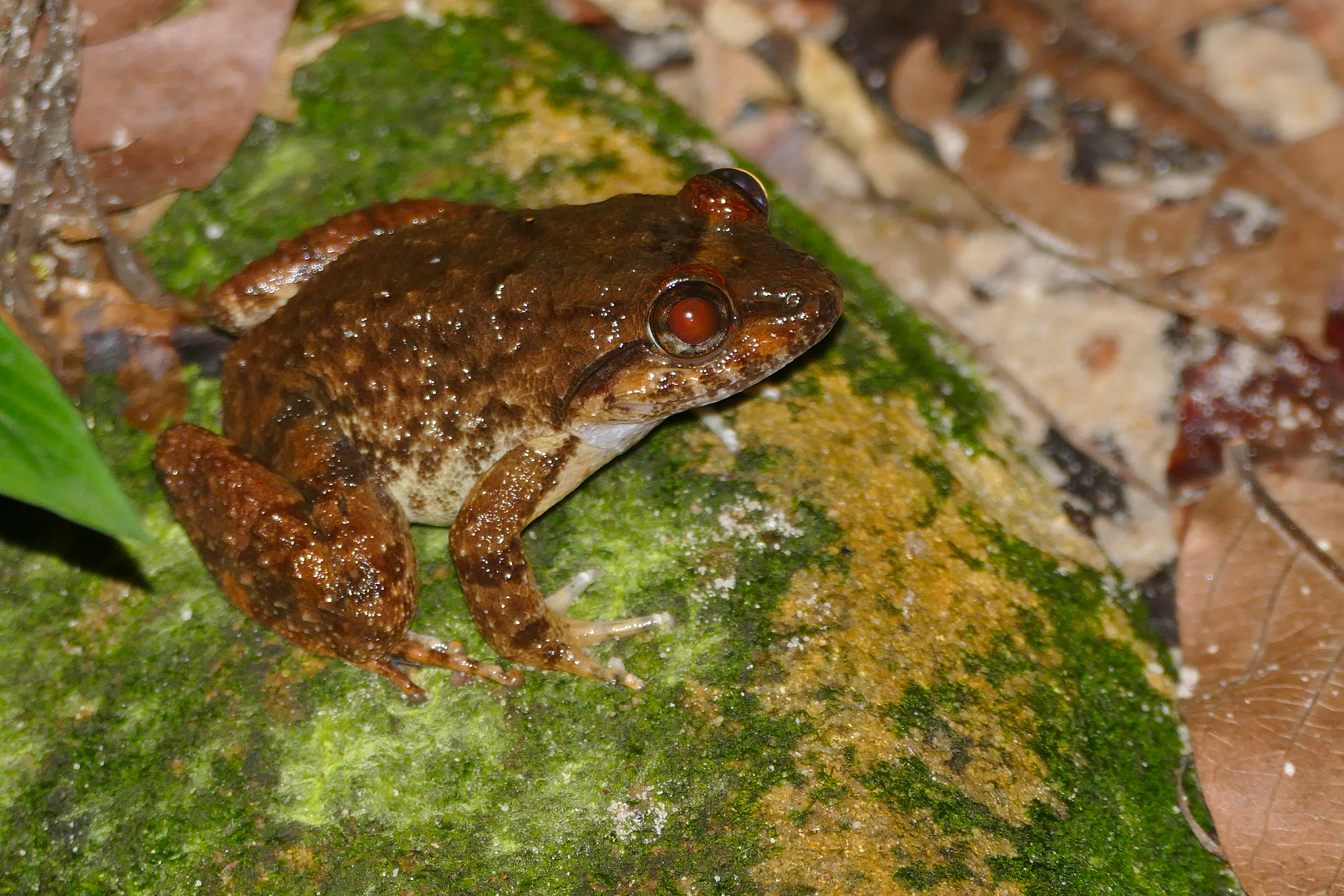
L. kuhlii

Limnonectes – rodzaj płazów bezogonowych z podrodziny Dicroglossinae w obrębie rodziny Dicroglossidae.

## Rozmieszczenie geograficzne
Rodzaj obejmuje gatunki występujące w Azji od południowych i wschodnich Chin (w tym na wyspie Hajnan), na południe przez Indochiny do Archipelagu Sundajskiego aż po Timor; na Nowej Gwinei; w południowej Japonii; na Filipinach.

## Systematyka
Rodzaj zdefiniował w 1843 roku austriacki zoolog Leopold Fitzinger w publikacji własnego autorstwa zatytułowanej Systematyka gadów. Część pierwsza, Amblyglossae. Gatunkiem typowym jest (oryginalne oznaczenie) L. kuhlii.

### Etymologia
- Limnonectes: gr. λιμνη limnē ‘bagno’[7]; νηκτης nēktēs ‘pływak’, od νηχω nēkhō ‘pływać’[8].
- Elachyglossa: gr. ελαχυς elakhus ‘mały, krótki’[9]; γλωσσα glōssa ‘język’[10]. Gatunek typowy (oznaczenie monotypowe): Elachyglossa gyldenstolpei Andersson, 1916.
- Bourretia: René-Léon Bourret (1884–1957), francuski herpetolog[4]. Gatunek typowy (oryginalne oznaczenie): Rana toumanoffi Bourret, 1941 (= Rana macrognathus dabana Smith, 1922).
- Taylorana: Edward Harrison Taylor (1889–1978), amerykański  herpetolog; łac. rana ‘żaba’[5]. Gatunek typowy (oryginalne oznaczenie): Polypedates hascheanus Stoliczka, 1870.

### Podział systematyczny
- Limnonectes abanghamidi Matsui, 2024
- Limnonectes acanthi (Taylor, 1923)
- Limnonectes arathooni (Smith, 1927)
- Limnonectes asperatus (Inger, Boeadi & Taufik, 1996)
- Limnonectes bagoensis Köhler, Zwitzers, Than & Thammachoti, 2021
- Limnonectes bagoyoma Köhler, Zwitzers, Than & Thammachoti, 2021
- Limnonectes bannaensis Ye, Fei, Xie & Jiang, 2007
- Limnonectes barioensis Matsui & Nishikawa, 2024
- Limnonectes batulawensis Matsui, Nishikawa & Eto, 2024
- Limnonectes beloncioi Herr, Vallejos, Meneses, Abraham, Otterholt, Siler, Rico & Brown, 2021
- Limnonectes blythii (Boulenger, 1920) – jeziornica milkliwa[11]
- Limnonectes cassiopeia Herr, Som & Brown, 2024
- Limnonectes cintalubang Matsui, Nishikawa & Eto, 2014
- Limnonectes coffeatus Phimmachak, Sivongxay, Seateun, Yodthong, Rujirawan, Neang, Aowphol & Stuart, 2018
- Limnonectes conspicillatus (Günther, 1872)
- Limnonectes dabanus (Smith, 1922)
- Limnonectes dammermani (Mertens, 1929)
- Limnonectes deinodon Dehling, 2014
- Limnonectes diuatus (Brown & Alcala, 1977)
- Limnonectes doriae (Boulenger, 1887)
- Limnonectes fastigatus Stuart, Schoen, Nelson, Maher, Neang, Rowley & McLeod, 2020
- Limnonectes finchi (Inger, 1966)
- Limnonectes fragilis (Liu & Hu, 1973)
- Limnonectes fujianensis Ye & Fei, 1994
- Limnonectes ghoshi (Chanda, 1991)
- Limnonectes grunniens (Latreille, 1801)
- Limnonectes gyldenstolpei (Andersson, 1916)
- Limnonectes hascheanus (Stoliczka, 1870)
- Limnonectes heinrichi (Ahl, 1933)
- Limnonectes hikidai Matsui & Nishikawa, 2014
- Limnonectes ibanorum (Inger, 1964)
- Limnonectes ingeri (Kiew, 1978)
- Limnonectes isanensis McLeod, Kelly & Barley, 2012
- Limnonectes jarujini Matsui, Panha, Khonsue & Kuraishi, 2010
- Limnonectes kadarsani Iskandar, Boeadi & Sancoyo, 1996
- Limnonectes kenepaiensis (Inger, 1966)
- Limnonectes khammonensis (Smith, 1929)
- Limnonectes khasianus (Anderson, 1871)
- Limnonectes kiziriani Pham, Le, Ngo, Ziegler & Nguyen, 2018
- Limnonectes kohchangae (Smith, 1922)
- Limnonectes kong Dehling & Dehling, 2017
- Limnonectes kuhlii (Tschudi, 1838)
- Limnonectes lambirensis Matsui & Nishikawa, 2024
- Limnonectes lanjakensis Matsui & Nishikawa, 2024
- Limnonectes larvaepartus Iskandar, Evans & McGuire, 2014
- Limnonectes lauhachindai Aowphol, Rujirawan, Taksinum, Chuaynkern & Stuart, 2015
- Limnonectes leporinus (Andersson, 1923)
- Limnonectes leytensis (Boettger, 1893)
- Limnonectes limborgi (Sclater, 1892)
- Limnonectes longchuanensis Suwannapoom, Yuan, Sullivan & McLeod, 2016
- Limnonectes maanyanorum Gonggoli, Shimada, Matsui, Nishikawa, Sidik, Kadafi, Farajallah & Hamidy, 2025
- Limnonectes macrocephalus (Inger, 1954)
- Limnonectes macrodon (Duméril & Bibron, 1841) – żaba wielkozębna[12]
- Limnonectes macrognathus (Boulenger, 1917)
- Limnonectes magnus (Stejneger, 1910)
- Limnonectes malesianus (Kiew, 1984) – jeziornica singapurska[11]
- Limnonectes mawlyndipi (Chanda, 1990)
- Limnonectes megastomias McLeod, 2008
- Limnonectes micrixalus (Taylor, 1923)
- Limnonectes microdiscus (Boettger, 1892)
- Limnonectes microtympanum (Van Kampen, 1907)
- Limnonectes mocquardi Matsui, Dubois & Ohler, 2013
- Limnonectes modestus (Boulenger, 1882)
- Limnonectes namiyei (Stejneger, 1901)
- Limnonectes nguyenorum McLeod, Kurlbaum & Hoang, 2015
- Limnonectes nitidus (Smedley, 1932)
- Limnonectes nusantara Gonggoli, Shimada, Matsui, Nishikawa, Sidik, Kadafi, Farajallah & Hamidy, 2025
- Limnonectes paginatanensis Matsui, Niskikawa & Shimada, 2024
- Limnonectes palavanensis (Boulenger, 1894)
- Limnonectes paramacrodon (Inger, 1966)
- Limnonectes parvus (Taylor, 1920)
- Limnonectes paulyambuni Matsui, Nishikawa & Shimada, 2024
- Limnonectes penerisanensis Matsui, Niskikawa & Shimada, 2024
- Limnonectes phuyenensis Pham, Do, Le, Ngo, Nguyen, Ziegler & Nguyen, 2020
- Limnonectes phyllofolia Frederick, Iskandar, Riyanto, Hamidy, Reilly, Stubbs, Bloch, Bach & McGuire, 2023
- Limnonectes plicatellus (Stoliczka, 1873)
- Limnonectes poilani (Bourret, 1942)
- Limnonectes pseudodoriae Yodthong, Rujirawan, Stuart & Aowphol, 2021
- Limnonectes quangninhensis Pham, Le, Nguyen, Ziegler, Wu & Nguyen, 2017
- Limnonectes savan Phimmachak, Richards, Sivongxay, Seateun, Chuaynkern, Makchai, Som & Stuart, 2019
- Limnonectes selatan Matsui, Belabut & Ahmad, 2014
- Limnonectes separatus Matsui, Nishikawa & Shimada, 2024
- Limnonectes shompenorum Das, 1996
- Limnonectes sinuatodorsalis Matsui, 2015
- Limnonectes sisikdagu McLeod, Horner, Husted, Barley & Iskandar, 2011
- Limnonectes splendissimus Le, Nguyen, Murphy, Tran, Nguyen & Che, 2025
- Limnonectes tawauensis Matsui, Nishikawa, & Shimada, 2024
- Limnonectes taylori Matsui, Panha, Khonsue & Kuraishi, 2010
- Limnonectes timorensis (Smith, 1927)
- Limnonectes tweediei (Smith, 1935)
- Limnonectes utara Matsui, Belabut & Ahmad, 2014
- Limnonectes visayanus (Inger, 1954)
- Limnonectes woodworthi (Taylor, 1923)